# Milan Škerlj
Milan Škerlj, slovenski pravnik in pedagog, * 1875, † 1947.
Milan Škerlj je bil med letoma 1920 in 1947 predavatelj trgovinskega prava na Pravni fakulteti v Ljubljani.